# 파워 디지몬
《디지몬 어드벤처 02》(일본어: デジモンアドベンチャー 02, DIGIMON ADVENTURE 02)는 도에이 애니메이션에서 제작한 TV애니메이션으로 디지몬 시리즈의 1번째인 디지몬 어드벤처의 후속작이다. 한국어 더빙판은 일본어판의 "디지몬 어드벤처 02"와 달리, "파워 디지몬"이라는 이름으로 KBS 2TV에서 2001년에 방영했으며, 이후 같은 제목으로 케이블 채널에서 지속적으로 재방영된바있다.

## 개요
전작 《디지몬 어드벤처》의 등장인물과 세계관을 그대로 이어받은 순수한 속편이다. 차기작 《디지몬 테이머즈》부터는 계속해서 세계관이 달라지고 있지만, 게임 등에서는 패럴렐 월드로 취급되기도 한다. 디지몬 캡슐의 힘으로 진화하는 캡슐 진화와 디지몬이 서로 합체하는 합체진화와 같은 고대 진화방식과 새로운 진화가 새로이 등장하였으며, 시리즈 사상 가장 많은 진화방식을 보여준 작품이기도 하다.
이야기도 디지털 월드를 지키기 위해 선택받은 아이들이 현실세계와 디지털 월드를 왕복하는 이야기 구성을 띄고 있어, 전작의 서바이벌 요소가 줄어들고, 말하지면 히어로물의 요소가 강해졌다. 또 이 작품에서는 기본적으로 디지몬을 죽이지 않는다는 생명존중의 컨셉이 있다. 더구나 악역으로 등장하는 디지몬들도 디지몬 카이저에게 조종당하고 있을 뿐인 것으로, 검은 고리를 부수는 것으로 적 디지몬을 죽이지 않고 평화롭게 끝낼 수 있게 되었으며, 후반부에서는 생명이 없는 어둠의 탑으로 만든 디지몬이 다수 등장하고, 적 세력끼리 싸움과 같은 요소로 선택받은 아이들이 디지몬을 살해하는 장면은 극소수만이 나올 뿐이다. 42화〈암흑 디지몬과의 사투〉는 거의 유일하게 살아있는 디지몬을 살해하는 에피소드로, 그나마도 작품에서 아이들이 충격을 받는 모습이 그려진다.
디지몬의 인기가 정점에 달했던 시기로 완구나 관련 상품들이 매상과 영화흥행 성적이 최고조에 달했다. 한편, 어느정도 엔딩을 가늠하게 했었던 전작과는 달리, 파워 디지몬의 경우 아이들의 장래 모습에 직업, 자식들이 확연하게 그려지면서 이야기를 완결시켜버렸다.
- 최고시청률・12.7%, 최저시청률・6.2%, 평균시청률・11.0% 반다이 완구매산총액 144억엔.
- 반다이 완구매산총액 144억엔.

## 스토리
선택받은 아이들의 모험이 끝난 지도 3년. 디지털 월드는 디지몬 카이저라 칭하는 소년의 지배를 받고 있었다. 디지몬의 진화를 막는 어둠의 탑, 그리고 디지몬을 자기 마음대로 조종하는 검은 고리로 디지털 월드는 혼란에 빠진다.
디지털 월드의 위기에 다시금 디지털 월드로 향하는 선택받은 아이들. 하지만 어둠의 탑과, 검은 고리에 조종당하는 디지몬 앞에 속수무책인 태일이. 위기에 빠진 태일이를 구하기 위해 리키와 나리. 그리고 새로이 선택받은 아이들이 디지몬 카이저에 맞서 싸운다..

## 설정・세계관

### 그외의 세계
검은 바다
디지털 월드의 깊은 곳에 존재하는 세계로 현실세계나 디지털 월드와 평행세계이지만, 때대로 위상의 일그러짐이 생겨나 검은 바다로 이끌려가는 경우가 있는데, 나리나 정우의 경우처럼 빛과 어둠의 힘에 민감한 사람이 그러하리라 추측된다. 이 세계를 본 정우는〈인간의 슬픔과 같은 감정이 밀집된 세계〉라고 추측했으며, 마일도는 이 세계에서 어둠의 탑의 데이터를 얻었다.《드라고몬의 바다》라고도 불리며, 마왕몬은 최후에 검은 바다로 보내지기 전에 이 세계에 대해서 알고있는 듯 했다. 특히 이 세계에는 드라고몬이라 불리는 디지몬인지 알 수 없는 존재가 살고 있으며, 그들만의 신을 떠받들고 있다.
이 세계는 코나카 치아키의 작품으로, 크툴후 신화의 색체가 짙다. 그 덕분에13화〈다르고몬이 부르는 소리〉편은 전기나 크툴후 신화를 모티브로 삼는 작가 아사마츠 켄의 절찬을 받았다. 이러한 부분은 13화의 타이틀이 나올때 디지몬 글자로 《Ph'Nglui　Mglw'Nafh　Cthulhu　R'Lyeh　Wgah'Nagl　Fhtagn(르리에의 그의 처소에서 죽은 크툴루는 꿈꾸며 기다린다)》라고 쓰여있는 점과 나리가 어둠의 바다에서 만난 마을의 간판에 쓰인 인스머스(크툴후 신화의 다곤 신자들이 사는 마을)를 통해서 알 수 있다.
이세계
상상을 구현화하는 힘을 갖고 있다. 예를 들어서〈이기고 싶다. 강해지고 싶다. 지지 않아〉와 같은 마음이 있다면 그 마음이 힘이 된다. 3년전에 아이들에게 패배해 데이터만 남은 묘티스몬은 이 세계로 흘러들어와 마일도의 생명과 어둠의 꽃으로 키워낸 힘을 사용해 육체를 구현화시켰다.
마일도는 평소에 아라크네몬을 디지털 월드로 보낼 때와 마찬가지로 디지몬 카드를 사용하여 디지털 월드로 가는 문을 열려고 했지만, 블랙워그레이몬이 빛의 언덕에 만든 봉인때문에 디지털 월드로 가는 문이 열리지 않고 이세계로 오게 되었다.

## 제작진
- 프로듀서 - 가와카미 다이스케(후지 TV), 기무라 교타로(요미우리 광고사), 히로미 세키
- 원안 - 혼고 아키요시
- 연재 - V점프 (슈에이샤)
- 시리즈 구성 - 마에카와 아쓰시, 요시무라 겐키
- 음악 - 아리사와 다카노리
- 제작담당 - 오카다 쇼스케
- 캐릭터 디자인 - 나카쓰루 가쓰요시
- 작화감독 - 미야하라 나오키
- 미술디자인 - 이지마 유키코
- 시리즈 감독 - 가쿠도 히로유키
- 제작협력 - 도에이
- 제작 - 후지 TV, 요미우리 광고사, 도에이 애니메이션

### 한국어판 제작
- 녹음 - 백광재
- 그래픽 - 권미정
- 편집 - 이윤주, 김준석, 송제혁
- 번역 - 윤경아
- 연출 - 이원희
- 우리말 제작 - KBS 미디어

## 주제가

### 한국방영 주제가
- 오프닝 테마
《내일을 찾아》
노래：방대식&TULA, 작사：김주희, 작곡&편곡：방용석
- 엔딩 테마
《To My Wish》
노래：정여진, 작사：김주희, 작곡：방용석
- 삽입곡
《날 지켜줘!》
노래：강성호, 작사：김주희, 작곡：방용석

### 일본방영 주제가
- 오프닝 테마
《타겟 ~붉은 충격~》
노래：와다 고지 작사：마쓰키 유 작곡·편곡：오타 미치히코
- 엔딩 테마
《내일은 나의 바람이 불어》（1~26화）
노래：AiM 작사：미우라 도쿠코 작곡：MIZUKI 편곡：와타나베 첼
《언제나 언제라도》（27~50화）
노래：AiM, 작사：마쓰키 유, 작곡：시라카와 아키라, 편곡：오타 미치히코

- 삽입곡
《brave heart》-일반진화
노래 - 미야자키 아유미, 작사 - 오모리 쇼코, 작곡・편곡 - 오타 미치히코
《Break up!》 -아머진화
노래 - 미야자키 아유미, 작사 - 야마다 히로시, 작곡・편곡 - 오타 미치히코
《Beat Hit!》-합체진화
노래 - 미야자키 아유미, 작사 - 야마다 히로시, 작곡・편곡 - 오타 미치히코
《우리의 디지털 월드》
노래 - 디지몬 올스타즈 with 와다 고지, AiM, 작사 - 마쓰키 유, 작곡・편곡 - 오타 미치히코

## 극장판

### 극장판《파워 디지몬 황금의 캡슐 진화》
원제는 《디지몬 어드벤처02 전편・디지몬 허리케인 상륙!!／후편・초절진화!! 황금의 디지멘탈》.
2000년 여름 도에이 애니메이션 페어에서 상영되었다. 반다이 창립 50주년 기념작품. 〈꼬마마녀 도레미#〉와 함께 상영되었다. 흥행수입은 12억엔.
한국에서는 케이블TV인 투니버스를 통해서 첫 소개되었다.
스탭
- 감독 - 야마우치 시게야스
- 각본 - 요시다 레이코
- 캐릭터 디자인 - 나카쓰루 가쓰요시
- 작화감독 - 아이자와 마사히로
- 미술감독 - 사와다 다카오, 유키 신조
- 음악 - 아리사와 타카노리

한국어판 제작
- 번역 - 김현정
- 편집 - 이지혜, 이승철
- 녹음 - 최진기
- 연출 - 김이경
- 기획 - 투니버스

줄거리
여름방학에 미국에 살고있는 미나(타치카와 미미)를 찾아간 리키(타카이시 타케루)와 나리(야가미 히카리). 하지만 갑작스럽게 미나가 사라져버린다. 같은 시각, 일본에 있던 태일이(야가미 타이치)와 매튜(이시다 야마토)... 선택받은 아이들이 사라져버린다. 미국에서 날라온 나리의 도움 요청에 산해(모토미야 다이스케)와 예지(이노우에 미야코), 재하(히다 이오리)는 미국으로 향한다. 그리고 그곳에서 워레스라는 소년과 친구 디지몬인 구미몬과 만나게 된다.
개요
- 디지몬 사상 첫 장편작품이다. 그리고 처음으로 여름에 개봉한 작품.
- 이번 작품에서 첫등장한 테리어몬과 롭프몬은 차기작인《디지몬 테이머즈》에도 주연급으로 등장했다. 또 케르비몬과 세라피몬도《디지몬 프론티어》에서 3대천사로 재등장했다.
- 〈되돌아갈 수 없는 과거〉를 주제로 삼고 있으며, 오락성이 강했던 전작에 비해서 감수성을 자극하는 작품이 되었다.
- 파닥몬과 가트몬의 초특급진화와 본편에서는 등장하지 않았던 워레스처럼 TV판과는 직접적으로 연결되지 않는 설정이 몇가지 존재한다.
- 우리나라에서는 투니버스를 통해서 TV스페셜로 소개되었다.

주요등장인물
워레스
목소리 연기 : 미야하라 나미/정선혜
미국에 살고 있는 소년. 친구 디지몬은 어머니의 컴퓨터에서 나온 디지몬알에서 태어난 구미몬과 쵸코몬. 여성에게 친절하며, 어머니에게는 약하다. 옛날에 일본인 여자친구가 있었던 덕분에 일본어에 능하다. 디지바이스는 전작의 것과 같은 모습이지만, 7년전의 빛의 언덕 사건보다 더 이전에 구미몬과 초코몬을 만났기 때문에, 묘사되지는 않았지만 가장 먼저 친구 디지몬을 가진 (선택받은 아이가 아닌)인간이다.
구미몬
목소리 연기 : 다다 아오이/정유미
워레스의 친구 디지몬. 마이페이스 적인 성격.
극장판에서 계속해서〈구미몬〉이라고 부르고 있지만, 실제로는 구미몬은 유년기 시절의 이름으로 성장기가 된 지금은 테리어몬이라고 불러야 맞다. 일반 진화하여 가르고몬으로 진화하며 운명의 캡슐을 사용하여 래피드몬으로 캡슐 진화한다.
초코몬
목소리 연기 : 노토 마미코/니시무라 토모미치/정유미
구미몬과 함께 태어난 디지몬이지만 서머 메모리에서 갑작스럽게 행방불명이 되고 만다. 그 후, 성숙기의 모습이 되어 워레스를 찾아 디지바이스를 갖고 있는 아이들을 차례차례 납치한다.
본래의 이름은 웬디몬이지만 이후의 진화 모습을 뭉뚱그려 초코몬이라고 부른다. 엔딩때에 유일하게 성장기인 롭프몬이 등장한다.
주제가
《Stand by me ～어느 여름날의 모험～》
작사 : 117] / 작곡 : 우에다 코지 / 편곡 : 오타 미치히코 / 노래 : AiM
한국어판 작사 장동준 / 노래 정여진
삽입곡
《FOREVER FRIENDS》
작사 : 하시즈메 게이코 / 작곡 : 무라카미 마사요시 / 편곡 : 아리사와 다카노리 / 노래 : hassy(하시즈메 케이코)
한국어판 작사 장동준 노래 정여진
《brave heart》
작사 : 오모리 쇼코 / 작곡, 편곡 : 오타 미치히코 / 노래 : 미야자키 아유미
한국어판 작사 장동준 / 노래 전영호

### 극장판《파워 디지몬 디아블로몬의 역습》
원제는 《디지몬 어드벤처02 디아블로몬의 역습》.
2001년 봄 도에이 애니메이션 페어에서 원피스 극장판〈톱니바퀴섬의 모험〉과 동시 상영되었다. 흥행 수입은 30억엔.
- 2000년에 공개되어서 디지몬 팬뿐만이 아니라 많은 사람들에게 호평을 받은《디지몬 어드벤처 우리들의 워게임》의 속편이다.
- 흥행수입은 시리즈 최대액수인 30억엔을 거두었으며,《원피스》와 함께 인기절정을 맞이했다.
- 전작의 감독인 호소다 마모루가 지브리 스튜디오로 가버렸기 때문에[1], 이마무라 타카히로 감독으로 변경되어서 작품의 완성도에 걱정이 일었다. 하지만 작화감독인 나카자와 카즈토의 작화에 음악, 영상미술의 도움을 받아 팬 사이에서는 높은 평가를 받았다.
- 팬 사이에서는 높은 평가를 받은 전투 장면의 그림 콘티와 연출은 작화감독 나카자와 카즈토의 작품.
- 전작을 의식한 전개와 연출이 많다. 그 부분이 좋게 적용한 부분도 있지만 전작을 재탕한 느낌도 지울 수 없다.
- 작품 속에서 등장하는 시부야역[2]에 걸려 있는 포스터는 이 영화의 주제가의 CD자켓. 수퍼마켓에서 팔고 있는 물고기의 유통기한은 TV판의 마지막 방송일자. 전작의 마지막 화에서 현실세계로 돌아가기 위해서 사용했던 전차가 엔딩에서 등장하는 등 재밌는 요소가 많다.

스탭
- 감독 - 이마무라 타카히로
- 각본 - 요시다 레이코
- 캐릭터 디자인 - 나카츠루 카츠요시
- 작화감독 - 나카자와 카즈토, 카메이 칸타
- 미술감독 - 유키 신죠
- 음악 - 아리사와 타카노리

한국어판 제작
- 번역 - 김현정(후리기획)
- 편집 - 이지혜, 이승철
- 녹음 - 최진기
- 연출 - 김이경
- 기획 - 투니버스

줄거리
아이들이 인터넷에 등장한 수수께기의 디지몬과의 싸움이 끝난 지 3년이 지난 2003년 3월 25일. 수수께끼의 메일을 받으면 크라몬이 현실세계에 나타나는 현상이 각지에서 발생한다. 거기다 태일이(야가미 타이치)와 매튜(이시다 야마토)의 사진이 인터넷에 대량으로 뿌려지고... 이 모든 일의 원흉은 오메가몬에게 죽지 않고 살아남은 디아블로몬의 짓. 디아블로몬을 쓰러뜨리기 위해 아이들은 다시금 격전에 임한다.
주요등장인물
디아블로몬
3년전에 오메가몬에게 패배했지만 살아남은 데이터로 증식해서 다시 등장했다. 태일이와 매튜의 사진을 인터넷에 뿌리며 두 사람을 유인함과 동시에 현실세계에 크라몬을 메일로 보내고 있었다.
오메가몬
목소리 연기 : 사카모토 치카/야마구치 마유미/김기홍
디아블로몬을 쓰러뜨리기 위해 다시 등장한 성기사형 절대 완전체 디지몬. 포격의 색체가 보라색으로 변화한 등, 워게임에서의 오메가몬과 약간의 차이가 있다.
아마게몬
현실세계로 보내진 수 많은 크라몬이 한강에서 만든 거대한 디지몬알에서 태어난 디지몬. 엄청난 수의 크라몬이 융합해 탄생하여 거대한 체구에, 디아블로몬을 뛰어넘는 전투력을 갖고 있다.
황제드라몬 팔라딘 모드
이 작품에서 처음으로 등장했다.
주제가
《friends～언제까지라도 잊지 않을게》
작사 : 다나카 하나노 / 작곡, 편곡 : 유아사 코이치 / 노래 : AiM
한국어판 작사 장동준 / 노래 임지숙
삽입곡
《타겟 ～붉은 충격～》
작사 : 마츠키 유우 / 작곡, 편곡 : 오타 미치히코 / 노래 : 와다 코지
한국어판 작사 장동준 / 노래 전영호

### 극장판《디지몬 어드벤처 02 THE BEGINNING 》
2023년 10월 27일에 개봉될 예정이다.

## 방영 목록
| 회차         | 주제                                                  |
| ------------ | ----------------------------------------------------- |
| 1화          | 용기를 이어 받은 자                                   |
| 2화          | 차원의 문을 열어라(디지털 게이트 오픈)                |
| 3화          | 희망의 빛이여!(디지멘탈 업!)                          |
| 4화          | 어둠의 왕 디지몬 카이저                               |
| 5화          | 어둠의 탑을 파괴하라(다크 타워를 넘어뜨려라)          |
| 6화          | 위험한 소풍(위험한 피크닉)                            |
| 7화          | 소중한 기억(히카리(나리)의 기억)                      |
| 8화          | 디지몬 카이저의 고독                                  |
| 9화          | 검은 고리의 위력(이빌링 마력의 폭주)                  |
| 10화         | 적이 된 메탈그레이몬(적은 메탈그레이몬)               |
| 11화         | 푸른 번개 번개드라몬!(푸른 번개 라이드라몬)           |
| 12화         | 디지몬 목장의 결투                                    |
| 13화         | 다고몬의 부르는 소리(다고몬의 부름소리)               |
| 14화         | 초록 질풍 수리몬(질풍의 수리몬)                       |
| 15화         | 슈리몬 무예장                                         |
| 16화         | 바다의 용사 잠수몬(서브마리몬 해저로부터의 탈출)      |
| 17화         | 그 여름날의 추억(오다이바(여의도) 메모리얼)           |
| 18화         | 카이저의 기지를 쫓아라(카이저의 기지를 향해)          |
| 19화         | 기적진화! 황금의 매그너몬(초절진화 황금의 마그나몬)   |
| 20화         | 합성 마수 키메라몬(합성 괴물 키메라몬)                |
| 21화         | 추추몬의 결심(잘있어 켄짱(정우야))                    |
| 22화         | 용감 진화 엑스브이몬                                  |
| 23화         | 슬픈 기억(디지바이스가 어둠에 물들 때)                |
| 24화         | 대지의 용사 황금아르마몬(대지의 장갑 안키로몬)        |
| 25화         | 창공의 기사 아큐라몬(대공의 기사 아퀴라몬)            |
| 26화         | 서로의 마음을 하나로(죠그레스진화 지금 마음을 하나로) |
| 27화         | 무적 합체 파일드라몬                                  |
| 28화         | 곤충디지몬의 공격(곤충술사의 함정)                    |
| 29화         | 아라크네몬의 실수(아르케니몬 거미여자의 실수)         |
| 30화         | 공포의 블랙 워그레이몬(암흑궁극체 블랙 워그레이몬)    |
| 31화         | 사랑의 실피드몬(사랑의 폭풍 실피몬)                   |
| 32화         | 블랙 워그레이몬 고뇌(수수께끼의 유적 홀리스톤)        |
| 33화         | 오늘의 미야코는 수도의 수도                           |
| 34화         | 신성한 돌의 지켜라(홀리 포인트를 지켜라)              |
| 35화         | 블랙 워그레이몬의 폭주 (폭진 블랙 워그레이몬)         |
| 36화         | 강철 천사 토우몬(강철 천사 샤코몬)                    |
| 37화         | 절대완전체 청룡몬(거대궁극체 친론몬)                  |
| 38화         | 크리스마스의 악몽(홀리니이트 디지몬 대집합)           |
| 39화         | 전원출동 황제드라몬(전원출동 임페리얼드라몬)          |
| 40화         | 뉴욕 홍콩 대소동(뉴욕 홍콩 대혼전)                    |
| 41화         | 호주와 파리의 크리스마스(산호와 베르사유 대난전)      |
| 42화         | 멕시코 러시아 대 격전(사랑과 보르시치 대격전)         |
| 43화         | 마왕몬 군단의 습격(데몬 근단의 습격)                  |
| 44화         | 암흑 디지몬과의 사투                                  |
| 45화         | 어둠의 문의 열어라(암흑의 게이트)                     |
| 46화         | 블랙 워그레이몬 vs 워그레이몬                         |
| 47화         | 블랙 워그레이몬의 봉인                                |
| 48화         | 묘티스네오몬의 부활(공포 배리얼반데몬)                |
| 49화         | 모두의 힘을 하나로(최후의 아머진화)                   |
| 최종화(50화) | 우리들의 디지몬 세계(우리들의 디지털 월드)            |